# Cross section (statistica)
Con il termine cross-section si intende un tipo di studio basato su un campionamento trasversale.
Cross section è quindi uno studio condotto in un determinato tempo, prendendo una porzione di popolazione (una sezione incrociata). 

Gli studi cross-section forniscono solo indirettamente un'evidenza circa gli effetti del tempo e devono essere usati con grande cautela quando si traggono conclusioni circa il cambiamento.
Per esempio se uno studio cross-section mostra che gli intervistati della classe di età 60-65 anni hanno un maggiore pregiudizio razziale rispetto a quelli della classe 20-25, questo non significa necessariamente che il gruppo dei più giovani diverrà nel tempo più intollerante, né significa necessariamente che il gruppo dei più anziani fosse una volta meno intollerante.